# Афгано-узбекский барьер

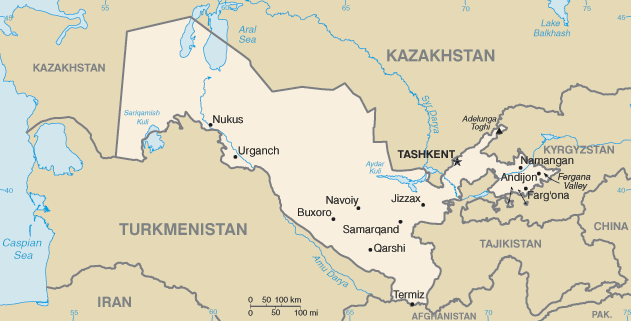
Карта Узбекистана

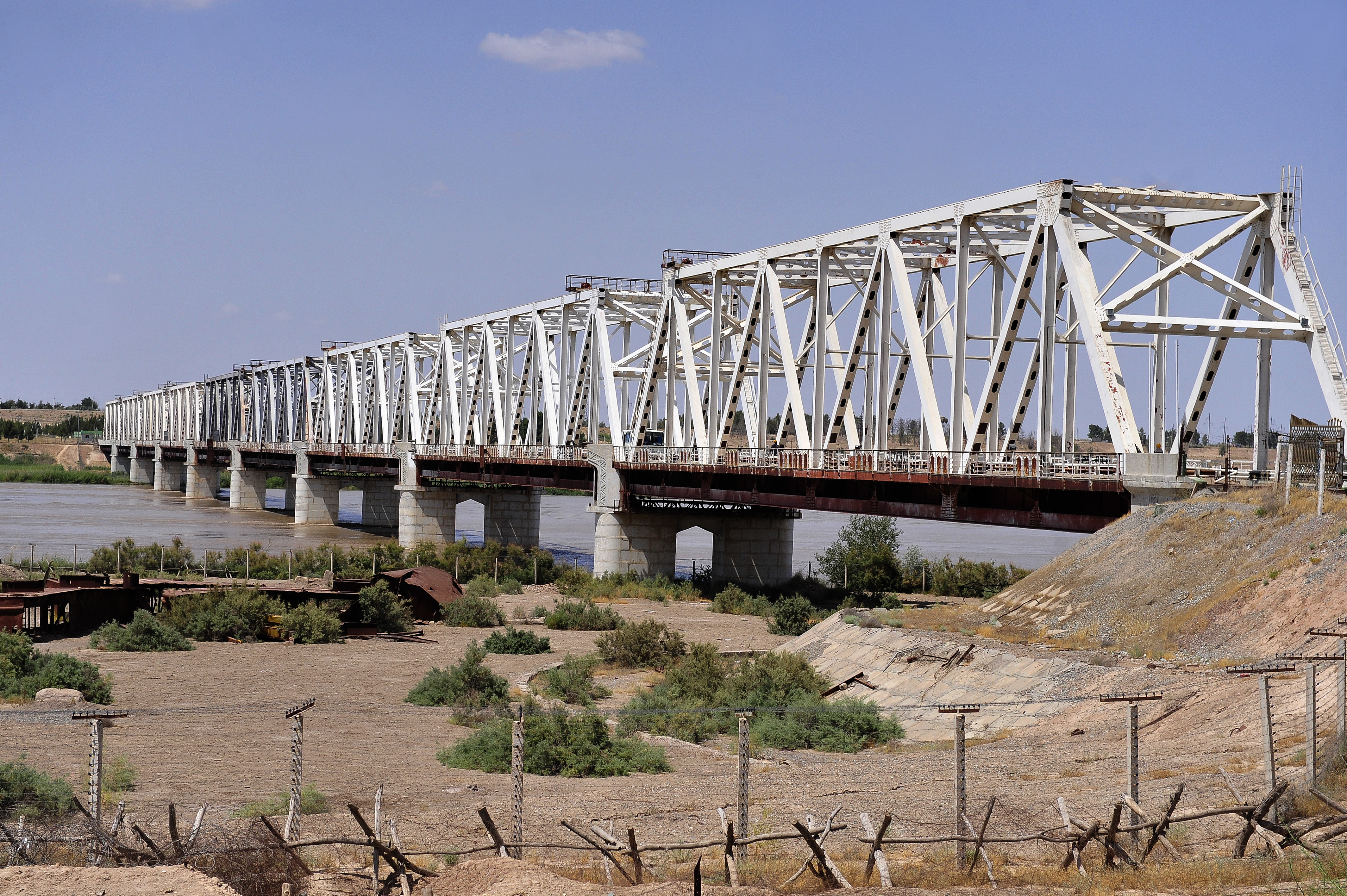
Мост «Хайратон». Вид с узбекистанской стороны. На переднем плане — барьер, тянущийся вплоть до берега реки Амударья

Афгано-узбекский барьер — разделительный барьер, построен Узбекистаном вдоль его 137-километровой границы с Афганистаном. Это наиболее тщательно охраняемая граница в мире, уступает только барьеру между Северной и Южной Кореей. Состоит из забора колючей проволоки и второго, более высокого, забора колючей проволоки под электрическим напряжением 380 вольт, минных полей и патрулируется хорошо вооруженными узбекистанскими военными. Он тянется вдоль всей узбекско-афганской границы от Туркменистана до Таджикистана.
Через несколько дней после терактов 11 сентября 2001 года, когда США объявили о начале военной операции против режима талибов в Афганистане, Узбекистан укрепил границу в Сурхандарьинской области, чтобы остановить проникновение нелегальных мигрантов или беженцев из Афганистана. Тем не менее, есть один мост, через реку Амударья, который пересекает узбекско-афганский барьер — это Мост Хайратон.